# Lingua ausiliaria internazionale
Una lingua ausiliaria internazionale o lingua internazionale ausiliaria, spesso abbreviata in LAI, LIA (in inglese international auxiliar language, abbreviato in "auxlang" o "IAL") è una lingua artificiale creata per la comunicazione tra persone di differenti nazioni che non hanno in comune una stessa lingua.
Il termine "ausiliario" implica che si tratta di una lingua addizionale proposta per l'apprendimento come seconda lingua a tutte le persone del mondo, piuttosto che una sostituzione delle loro lingue native. Spesso il termine si riferisce a lingue costruite e proposte specificatamente per facilitare la comunicazione internazionale, come l'esperanto, l'ido, l'interlingua, il volapük, il Glosa e altre.
Il termine può tuttavia essere esteso anche a una lingua naturale individuata per tali scopi dal consenso internazionale (in questo caso si parla di lingua franca): per esempio l'inglese è oggi di fatto la principale lingua ausiliaria mondiale. Altre lingue naturali ampiamente insegnate su scala mondiale sono il tedesco, lo spagnolo (che è la seconda lingua più parlata del mondo come madrelingua e la seconda lingua più studiata del mondo) e il portoghese.
Le lingue ausiliarie artificiali non godono di un ampio utilizzo al di fuori delle comunità dei rispettivi sostenitori. Tuttavia neppure lingue naturali di grande importanza internazionale come l'inglese, il francese o il portoghese hanno una diffusione universale. Inoltre, i sostenitori di una lingua naturale universale sono in disaccordo su quale dovrebbe essere la lingua prescelta. Per superare queste difficoltà è stato proposto di scegliere una lingua (naturale o artificiale) con il consenso di persone elette dalle varie nazioni, consultandosi con esperti di varie discipline. 
La lingua dovrebbe avere una forma scritta e una parlata concordata. La lingua dovrebbe essere adottata in tutte le nazioni come seconda lingua, insieme alla lingua nazionale storica. Comunque, l'idea non ha mai raggiunto grande consenso, anche se alcuni rimangono dell'idea che sia necessario perseguire una politica ufficiale per arrivare a una lingua universale condivisa, provvedendo anche all'istruzione e alla messa in atto della politica stessa. In questo dibattito sarà necessario tenere in considerazione l'influenza che potranno avere le nuove tecnologie dell'informazione e della comunicazione (v. in particolare Unicode).

## Lingue ausiliarie verbali

### Verbali storiche
Lingue pubblicate ufficialmente prima del 1952:
- Communicationssprache (1839) - Una lingua semplificata basata sul francese, creata da Joseph Schipfer.
- Solresol (1817) - Una delle prime lingue ausiliarie, creata da Jean François Sudre.
- Universalglot (1868) - Una lingua a posteriori creata dal linguista francese Jean Pirro.
- Volapük (1879-1880) - Creata da Johann Martin Schleyer(*).
- Esperanto (1887) - La lingua ausiliaria che ha avuto maggior successo nel mondo, creata da Ludwik Lejzer Zamenhof(*).
- Mundolinco (1888) - Il primo esperantido della storia.
- Spokil (1890 o 1887) - Creata da Adolphe Nicolas.
- Nov latin (1890) - Semplificazione del latino proposta dallo scienziato Daniele Rosa.
- Idiom Neutral (1902) - Creato dall'Accademia Internazionale della Lingua Universale sotto la leadership di Waldemar Rosenberger.
- Latino sine flexione (1903) - Una versione semplificata del latino, creata da Giuseppe Peano.
- Ido (1907) - Una versione riformata dell'esperanto, creata da Louis de Beaufront(*).
- Adjuvilo (1908) - Progettata per creare dissenso all'interno del movimento idista da Claudius Colas.
- Occidental (1922) - Ribattezzata in seguito "interlingue", creata da Edgar won Wahl(*).
- Antido (1924) - Creata da René de Saussure.
- Novial (1928) - Una lingua basata sull'ido e l'occidental, creata da Otto Jespersen.
- Sona (1935) - Creata da Kenneth Searight.
- Esperanto II (1937) - Un progetto di riforma dell'esperanto, creato da René de Saussure.
- Mondial (1943) - Creata da Helge Heimer.
- Dutton World Speedwords (1935-36) - Creata da Reginald Dutton, è anche un sistema di stenografia.
- Interlingua (IALA) (1951) - Creata dai linguisti dello IALA(*).

### Verbali recenti
Lingue pubblicate dopo il 1952; alcune di queste sono state pubblicate solo su Internet:
- Neo (1937) - Creata dal diplomatico belga Arturo Alfandari ma pubblicata solo nel 1961.
- Safo (1956) - Creata da Andreas Eckardt.
- Lingua sistemfrater (1957) - Creata dal linguista vietnamita Phạm Xuân Thái.
- Special English (1959) - Creata dalla United States Information Agency.
- Babm (1963) - Creata dal filosofo giapponese Rikichi [Fuishiki] Okamoto.
- Lingua Franca Nova (1965) - Creata da Dr. C. George Boeree(*).
- Afrihili (1970) - Progettata come lingua franca africana, creata da K. A. Kumi Attobra.
- Glosa (1972-1992) - Creata da Wendy Ashby e Ronald Clark.
- Neoispano (1973).
- Kotava (1978) - Creata da Staren Fetcey.
- Uropi (1986) - Creata dal linguista francese Joël Landais.
- Picture Language (1989) - Creata da Wally Flint.
- Lara (1991) - Creata da Alessandro Pedicelli.
- Romániço (1991) - Un esperantido che combina insieme esperanto, ido e interlingua.
- Folkspraak (1995) - Un idioma basato sulle lingue germaniche.
- Europanto (1996) - Considerato uno scherzo dal suo creatore, Diego Marani.
- Dunia (1996) - Creata da Ed Robertson.
- Ekspreso (1996) - Creata da Jay Bowks.
- Noxilo (1997) - Creata da Mizta Sentaro.
- Fasile (1999) - Creata da Balduino Egon Breitenbach.
- Romanova (1999) - Creata da David Crandall, Robert Hubert e Michael Edwards.
- Esperando (2000) - Creata da Jay Bowks.
- Comunleng (2000).
- Unish (2000) - Creata dal Language Research Institute dell'università di Sejong.
- Toki Pona (2001) - Creata da Sonja Elen Kisa.
- Mondlango (2002) - Creata da He Yafu.
- Atlango (2002) - Una lingua semplice, neutrale ed altamente eufonica; creata da Richard A. Antonius.
- Europeano (2002) - Una versione moderna del Latino sine flexione, creata da Jay Bowks.
- 353 (2003) - Creata da Marcelo Martinelli.
- Lango (link esterno) (2003) - Una lingua che combina insieme esperanto, ido e lingua latina.
- Progressiva (2003) - Creata da Mattia Suardi.
- Romana (2003) - Creata da Dan Tohatan.
- Vling (2003) - Un esperantido orientale, creato da Victor Medrano.
- Sermo (2003) - Creata da Jose Soares Da Silva.
- Indoeuropeo moderno (2006) - Lingua ausiliaria ispirata al proto-indoeuropeo creata dall'Associazione Culturale Dnghu che la propone come futura lingua ufficiale dell'Unione europea.
- Babyish
- Baza - Proposta di riforma dell'esperanto per ridurne il vocabolario a circa 450 parole.
- Eaiea - Creata da Bruce Koestner.
- Semitish - Creata da Nizar Habash per aiutare a trovare unità tra le culture palestinesi e israeliane.
- Poliespo - Un'estensione dell'esperanto che usa parole Cherokee, creata dal condannato a morte Billy Joe Waldon.
- Pandunia (2007) - Creata da Risto Kupsala.
- Xomeze (2009) - Un esperantido creato da Michele Guglielmino.
- Le Raubser (2009) - Creata da Luigi Orabona.
- InterRoman (2010) - Creata da Patrick Chevin.
- Womeze (2012) - Un esperantido creato da Michele Guglielmino.
- Perciscano (2013) - Lingua romanza creata da Ludvico Inzinjara per servire di mezzo di comunicazione tra i paesi di lingua latina.
- Unifianti: L'Internacional Lenguaj (2014) - Linguaggio conciso e naturalistico, basato e influenzato da caratteristiche comuni delle lingue romanze, tra cui portoghese, italiano, e francese, ma anche spagnolo, catalano, romeno e inglese, con alcune influenze globali.
- Frílico (lagvo-Friliça) (2015).
- Interslavo (2017) - Lingua zonale per gli slavofoni, creata sotto la supervisione di Jan van Steenbergen e Vojtěch Merunka.
- Womishe (2020) - Un esperantido creato da Michele Guglielmino.
- Womezo (2022) - Un esperantido creato da Michele Guglielmino.

### Verbali controllate
- Latino sine flexione (1903) - Una versione semplificata del latino, creata da Giuseppe Peano.
- Basic English (o Simple English) (1930) - Una versione semplificata dell'inglese, creata da Charles Kay Ogden (*).
- Basic Global English.
- EasyEnglish - Una versione semplificata dell'inglese, creata dall'organizzazione internazionale paraecclesiastica Wycliffe Bible Translators.
- Globish - Una versione semplificata dell'inglese.
- Special English - Una versione semplificata dell'inglese utilizzata dalla stazione radiofonica statunitense Voice of America.
- Français fondamental - Una versione semplificata del francese creata negli anni cinquanta.
- Français facile - Una versione semplificata del francese utilizzata dalla stazione radiofonica francese Radio France Internationale.
- Espanhole (2022) - Una versione semplificata o "standardizzata" dello spagnolo creata da Michele Guglielmino.

## Lingue ausiliarie non verbali
- Blissymbolics - (1949) Un sistema di scrittura pittografico.
- Gestuno- (1951) La lingua dei segni internazionale usata nei global forum.
- Signuno - (1991) Una lingua dei segni derivata dal gestuno e basata sull'esperanto.